# Niedereisenbach
Niedereisenbach ist ein Ortsteil der Ortsgemeinde Glanbrücken im Landkreis Kusel in Rheinland-Pfalz. Bis 1969 war er eine selbständige Gemeinde.

## Lage
Niedereisenbach befindet sich im Nordpfälzer Bergland im nördlichen Gemeindegebiet und wird im Süden durch den Glan begrenzt. Vor Ort mündet von links in diesen der Grundbach beziehungsweise Eisenbach.

## Geschichte
Von 1798 bis 1814, als die Region Teil der Französischen Republik (bis 1804) und anschließend Teil des Napoleonischen Kaiserreichs war, war Niedereisenbach in den Kanton Grumbach eingegliedert. Ab 1817 war die Gemeinde Bestandteil des Fürstentum Lichtenberg; 1817 unterstand sie der Bürgermeisterei Offenbach und 1823 der Bürgermeisterei Grumbach. 1834 wurde der Ort Preußen und innerhalb diesem dem Kreis St. Wendel zugeschlagen.  
Ab 1920 gehörte die Gemeinde zum Restkreis Sankt Wendel-Baumholder und ab 1937 zum Landkreis Birkenfeld. Nach dem Zweiten Weltkrieg wurde der Ort innerhalb der französischen Besatzungszone Teil des damals neu gebildeten Landes Rheinland-Pfalz. Im Zuge der ersten rheinland-pfälzischen Verwaltungsreform wurde Niedereisenbach am 7. Juni 1969 mit dem benachbarten Hachenbach zur neuen Gemeinde Glanbrücken zusammengelegt. Zeitgleich fand ein Wechsel in den Landkreis Kusel statt.

## Religion
Evangelischerseits gehört der Ort zum Kirchenkreis Obere Nahe.

## Kultur
Vor Ort befinden sich insgesamt sechs Objekte, die unter Denkmalschutz stehen.

## Infrastruktur
1904 erhielt der Ort Bahnanschluss, als der Bahnhof Niedereisenbach-Hachenbach an der Glantalbahn eröffnet wurde. Der Personenverkehr endete 1985, der Güterverkehr war bereits zuvor zum Erliegen gekommen. Mitten durch den Ort verläuft außerdem die Bundesstraße 420.